# Tougué
Koordinaten: 11° 27′ N, 11° 40′ W
Tougué (alternativ auch Tougué-Centre oder Togue) ist eine Stadt in der Region Labé im westafrikanischen Staat Guinea und Hauptstadt der Präfektur Tougué. Sie hat 3.745 Einwohner (Stand: 2008).
In der Nähe der Siedlung wird ein Bauxit-Vorkommen ausgebeutet, doch der Haupterwerbszweig ist traditionell die Landwirtschaft, insbesondere die Kultivierung von Zwiebeln.
Seit 1998 ist Tougué über eine 140 km lange Seitenstrecke mit der Eisenbahnlinie Conakry - Kankan verbunden, die in Dabola auf die Hauptstrecke trifft. Während die Seitenlinie die Spurweite 1435 mm bietet, besitzt die Hauptlinie nur die Spurweite 1000 mm. So muss das Eisenerz aus der Nähe von Tougué auf dem Weg zum Hafen von Conakry stets in Dabola umgeschüttet werden.
Nur zehn Kilometer westlich von Tougué liegt eine Ortschaft namens Tougue.